# مجیدرضا سیم‌خواه
مجیدرضا سیم‌خواه اصیل (زادهٔ بهمن ۱۳۴۸ در نوشهر) کشتی‌گیر فرنگی‌کار سابق و مربی کشتی فعلی ایرانی است. سیم‌خواه یک مدال نقره جهانی، قهرمانی آسیا و دو مدال بازی‌های آسیایی را کسب کرده و در دو المپیک ۱۹۸۸ سئول و ۱۹۹۲ بارسلون حضور داشت. وی سرمربی تیم ملی کشتی فرنگی ایران در مسابقات قهرمانی جهان ۲۰۰۷ باکو بود که با یک مدال طلا و دو مدال برنز برای تیم ایران پایان یافت.
وی در سال ۱۳۹۳ به عنوان سرمربی تیم ملی کشتی فرنگی جوانان انتخاب شد.